# 958 км (зупинний пункт)
958 кіломе́тр — пасажирський залізничний зупинний пункт Дніпровської дирекції Придніпровської залізниці на двоколійній електрифікованій лінії Лозова — Павлоград I між станціями Самійлівка (5 км) та Варварівка (14 км). Розташований у Павлоградському районі Дніпропетровської області, на межі з Лозівським районом Харківської області, неподалік села Верхньоводяне.

## Пасажирське сполучення
Через платформу 958 км прямують приміські електропоїзди у Лозівському та Синельніквіському напрямках, проте не зупиняються.